# Bairds tapir
Bairds tapir (latin: Tapirus bairdii) er en tapir i ordenen af uparrettåede hovdyr. Dyret når en længde på 2 m med en hale på 7-13 cm og vejer 240-400 kg. Arten lever fra det sydlige Mexico til det nordlige Sydamerika. Pelsen er mørkebrun med lyse grågule kinder og hals. Ørene har hvide kanter. Den lever af planter. Hunnen er drægtig i 390-400 dage og får som regel kun én unge. Ungen vejer nyfødt 5-8 kg.